# Cavallets de Solsona
Els cavallets són uns dels elements del folklore de Solsona.
La primera referència dels cavallets data de 1692, quan arriben juntament amb el drac. Si la seva primera aparició es vincula, com en la majoria de llocs de Catalunya, a la representació de la lluita de moros i cristians, no és estrany que arribessin al simbolisme actual, la representació del domini de les cavalleries.
Així mateix, és poc corrent al Principat l'edat dels portadors, que oscil·la entre els 11 i els 14 anys. Els actuals cavallets són una còpia exacta dels que van ser estrenats l'any 1940.
Tot i que en la dicotomia de la representació del bé i el mal dins els balls, els cavallets vindrien a representar el mal, la mitologia solsonina ha originat la llegenda que aquests van ajudar la mulassa a derrotar el drac que tenia atemorida la comarca.
La funció actual d'aquestes peces dins la festa és la d'acompanyar les autoritats (com el ball de Bastons) a les pujades i baixades, i la participació en la cercavila i en les danses que es fan a la plaça.